# 阿里·本·阿卜杜拉·阿勒薩尼
阿里·本·阿卜杜拉·阿勒薩尼（阿拉伯语：‎，约1896年—1974年8月31日），薩尼王朝成員，1949年至1960年间为卡塔尔埃米尔，在其统治期间卡塔尔启用了杜哈國際機場。1960年讓位于兒子艾哈邁德·本·阿里·阿勒薩尼。